# Ingo Reichardt
Ingo Reichardt (* 16. Oktober 1955 in Berlin) ist ein deutscher Sachbuchautor, Redner und Trainer.

## Leben
Reichardt wuchs in Jülich auf und machte dort das Abitur, war Hrsg. der Schülerzeitung nihil. Nach dem Studium der Philosophie in Mainz und einem MBA-Studium an der London Business School promovierte er zum Dr. phil. Er war Weiterbildungsteilnehmer bei Wolf Schneider, am Deutschen Institut für Betriebswirtschaft GmbH (dib), Frankfurt am Main, und im Journalistenzentrum Haus Busch in Hagen / Sauerland. Zusätzlich schrieb er regelmäßig als Kolumnist in Blick durch die Wirtschaft. In der Folgezeit war er u. a. als Presseverantwortlicher für ITT Teves (heute Continental AG) in Frankfurt am Main und als Kommunikationsmanager (Prokurist) in ABB-Gesellschaften tätig. In dieser Zeit wurde er auch von den Chefredakteuren des mi Verlages für die beste Pressearbeit eines Industrieunternehmens auf der Hannover Messe Industrie ausgezeichnet. Zuletzt arbeitete er als Leiter und Trainer im communication-college network. Seit 2002 trainierte er mehr als 1500 zukünftige PR-Leute und hält Vorträge. Er lebt in Dithmarschen und ist als Journalist für die Dithmarscher Landeszeitung und den China Observer tätig. Er rezensiert regelmäßig deutsche und internationale Bücher. Er ist Mitglied des Frankfurter Presse-Clubs (FPC), des deutschen Journalistenverbandes (DJV) und des Motor Presse Clubs.
Ingo Reichardt ist verheiratet. Er lebt mit seiner Frau Anne in Dithmarschen.

## Herausgeber
LaMa, der lachende Manager, wöchentlich, gegr. 2002, ISSN 1861-3772  der Deutschen National Bibliothek (DNB), Frankfurt am Main

## Veröffentlichungen (Auswahl)
Die Bücher und den PR-Ausbildungskurs von Ingo Reichardt hat die Bibliotheca Alexandrina in ihren Bestand aufgenommen.
- Und sie siegten doch... Diskussion Kernenergie, Ingo Reichardt, 1983, Verlag GTU, ISBN 3-88822-002-5.
- Dynamik beherrschen – Chronik der Firma Teves, Co-Autor Ingo Reichardt, 1986, Motorbuchverlag, Stuttgart ISBN 3-613-01162-X.
- Das praktische 1x1 der PR, Gabler Verlag 1997, ISBN 3-409-18955-6 (Verlagspräsentation auf Frankfurter Buchmesse 1997).
- Erfolgreiche Öffentlichkeitsarbeit, Falken Verlag 2000, ISBN 3-8068-7505-7.
- Geht nicht, gibt's nicht, eine Lesebuch für Veränderer, VDI Verlag 1999, ISBN 3-8007-2464-2 (Verlagspräsentation auf Frankfurter Buchmesse 1999).
- Treffende Worte, 3000 Zitate für Führungskräfte, Co-Autorin Anne Reichardt, Linde Verlag Wien 2004, ISBN 3-7093-0010-X.
- Die Osterinsel, ein Reiseführer[6], Kasparek Verlag 2000, ISBN 3-925064-27-3.
- Hund beißt Flugzeug, Tausend kuriose Meldungen aus aller Welt, co-Autorin Anne Reichardt, Stamm Verlag 2001, ISBN 3-87773-032-9.
- Katze führte Doppelleben, Die verrücktesten Nachrichten aus aller Welt, co-Autorin Anne Reichardt, Marlon Verlag 2011, ISBN 978-3-943172-03-4 (Verlagspräsentation auf Frankfurter Buchmesse 2011).
- Der Fehler sitzt meistens vor dem Gerät, co-Autorin Anne Reichardt, Marlon Verlag 2011, ISBN 978-3-943172-04-1.
- Communicare – Begriffe Kommunikation – Vom Begreifen der Begriffe, epubli Verlag 2015, ISBN 978-3-7375-6742-8.
- Greife nie in ein fallendes Messer – Börsenweisheiten – Bauernregeln für Banker, co-Autorin Anne Reichardt, Berlin 2015, ISBN 978-3-7375-6771-8, ISBN 978-3-7375-7056-5.
- Pecunia non olet – Investor Relations für nicht Bankkaufleute, Berlin 2015, ISBN 978-3-7375-6897-5.
- Das Pressefoto, in: Umgang mit Medien, Presse, Öffentlichkeit. Ein praxisorientierter Leitfaden für den Mittelstand, DIHK[7]  – Dt. Industrie- und Handelskammertag, Berlin, 2005, S. 27 ff.
- PR-Ideen für Vereine und NGOs – Langweilige Kommunikation ist eine Beleidigung der Zielgruppe, Berlin 2015, ISBN 978-3-7375-7056-5.
- PR Berater Prüfung – Repetitorium – Prüfungsfragen und Antworten, Berlin 2015, ISBN 978-3-7375-7287-3.
- Das glaub' ich jetzt nicht – Kuriose Nachrichten, Band 1-3, Hrsg. Anne Reichardt und Ingo Reichardt, Berlin 2015, ISBN 978-3-7375-7539-3, ISBN 978-3-7375-7583-6, ISBN 978-3-7375-7584-3.
- Impressionen einer Antarktis Reise, Bildband, Anne Reichardt, Berlin 2016, ISBN 978-3-7418-0544-8.
- Die Osterinsel – Destination IPC – Impressionen und Reiseführer, Bildband, Hardcover, Anne Reichardt und Ingo Reichardt, Berlin 2016, ISBN 978-3-7418-3369-4 (Verlagspräsentation auf Frankfurter Buchmesse 2016).
- Widerworte für Besserwisser – Sprüche, um das letzte Wort zu haben, Anne Reichardt und Ingo Reichardt, Berlin 2016, ISBN 978-3-7418-3118-8.
- Journalistische Fachbegriffe – Schick den Fensterbrüller an die Eiserne Jungfrau, Ingo Reichardt, Berlin 2016, ISBN  978-3-7418-3415-8.
- Eventmanagement für Vereine und kleine Unternehmen – Dialog ist die Stärke des Events, Ingo Reichardt, Berlin 2016, ISBN 978-3-7418-3632-9.
- Trump-Witze – lachen, wenn es nicht so ernst wäre, Ingo Reichardt, Anne Reichardt (Herausgeber), Berlin 2017, ISBN 978-3-7418-9861-7.
- Die Journalisten-Werkstatt in Kurzform, Ingo Reichardt, Berlin 2018, ISBN 978-3-7450-9896-9.
- communication-college – PR Aus- und Weiterbildung in 5 Bänden, 1980 S., Ingo Reichardt, Berlin 2018, Band 1 ISBN 9783746704838, Band 2 ISBN 978-3-746704-97-5, Band 3 ISBN 978-3-746705-02-6, Band 4 ISBN 9783746705040, Band 5 ISBN 978-3-746705-08-8.
- Grundwortschatz Fremdworte von A-Z, Ingo Reichardt, Berlin 2018, ISBN 9783746746616.
- Medizinische Abkürzungen für Laien und was sie bedeuten, Ingo Reichardt, Berlin 2021, ISBN 9783753148090.
- Glossar Kapitalmarkt Kommunikation, Anne und Ingo Reichardt, Berlin 2021, ISBN 978-3-753167-81-7.
- Unternehmensfilm Unternehmen Kommunikation, prämiert auf der Photokina in Köln 1992.